# Utenet
Utenet oder auch Wadan/Uatan war der altägyptische Name für eine Region in Punt.

## Hintergrund
Die Ägypter bezeichneten diesen Bereich als Gottesland. In der ägyptischen Mythologie war es zugleich der Bezirk vom Auge des Re, außerdem bedeutet Uatan oder auch Wadan im alten ägyptisch sowie auch im Somali  (auch im heutigen) Land, „Platz in welchem sich auch die Gottheiten Min, Re und Chepri aufhielten“ und in ihrer Erscheinungsform als Paviane beschrieben wurden:

„Lobpreis sei dir Ra, du mit hoher Macht, jauchzender Pavian, du von Utenet/Uatan. Chepri, du mit der rechten Gestalt, du bist der Duat-Pavian.“

Das Land Utenet (das T am Schluss wird meist nicht ausgesprochen) oder auch in somali Wadan war ebenfalls der Heimatort verschiedener Paviangottheiten. In einem Teilbereich von Utenet/Wadan lebten die Kenmeti-Paviane gemeinsam mit den göttlichen Beneti-Pavianen. Utenet galt zudem als Ostland des Sonnenaufgangs. Die Paviane übernahmen in diesem Zusammenhang die Aufgaben des Chepri, Min, und Re. In weiteren altägyptischen Texten wurde Utenet deshalb auch als „Herkunftsland der Sonne“ bezeichnet.